# Anastasio Somoza Debayle
Anastasio Somoza Debayle (León, 5 dicembre 1925 – Asunción, 17 settembre 1980) è stato un politico e militare nicaraguense, presidente del Nicaragua dal 1º maggio 1967 al 1º maggio 1972 e dal 1º dicembre 1974 al 17 luglio 1979.
Come capo della Guardia Nacional, fu dittatore de facto del suo Paese dal 1967 al 1979. Fu l'ultimo membro della famiglia Somoza a diventare Presidente del Nicaragua, chiudendo una dinastia rimasta al potere dal 1936. Dopo la perdita del potere il 17 settembre 1980 venne ucciso in Paraguay da un gruppo di guerriglieri argentini.

## Biografia
Era il secondo figlio di Anastasio Somoza García, Presidente del Nicaragua dal 1937, e, nella pratica, dittatore. Il giovane Somoza, soprannominato "Tachito" (il padre era detto "Tacho") studiò negli Stati Uniti d'America e si laureò all'Accademia Militare di West Point il 6 giugno 1946. Dopo l'assassinio di suo padre il 21 settembre 1956, il fratello maggiore, Luis Somoza Debayle, ne prese il posto. Anastasio prese comunque parte al governo. Il 1º maggio 1967, poco prima della morte del fratello, Anastasio Somoza fu eletto presidente per la prima volta.
Nonostante Luis avesse governato in maniera più illuminata del padre, Anastasio ricordava di più il padre per la sua feroce repressione di ogni dissenso. Il 23 dicembre 1972 un terremoto colpì la capitale, Managua, uccidendo circa 10.000 persone e radendo al suolo quasi tutta la città. Fu dichiarata la legge marziale, facendo ancora una volta di Somoza il padrone assoluto del Paese. Pare che la famiglia Somoza avesse intascato quasi tutti gli aiuti internazionali, ed effettivamente ad oggi intere parti di Managua non sono ancora state ricostruite.
Nonostante questo, Somoza fu rieletto presidente nelle elezioni del 1974, avendo dichiarato illegali i nuovi partiti d'opposizione. A questo punto, anche la Chiesa cattolica divenne contraria al regime. Uno dei critici più decisi di Somoza fu proprio Ernesto Cardenal, prete e poeta nicaraguense assertore della teologia della liberazione (poi condannata da Giovanni Paolo II), che sarebbe poi diventato ministro della cultura nel governo sandinista. Alla fine degli anni 1970, le organizzazioni impegnate nel campo dei diritti umani erano unanimi nella condanna del governo Somoza, mentre il Frente Sandinista de Liberación Nacional si faceva sempre più forte e stringeva alleanze anche con altri oppositori del regime, più moderati, quali Pedro Chamorro o il "Comandante Zero" (Edén Pastora).
Quando Jimmy Carter ritirò ogni aiuto americano al regime fu l'inizio della fine. Nel 1979 i Somoza abbandonarono il Paese e si rifugiarono a Miami. Anastasio Somoza Debayle fu assassinato il 17 settembre 1980 ad Asunción, Paraguay, all'età di 54 anni, da un gruppo di guerriglieri guevaristi guidati dall'argentino Enrique Gorriarán Merlo (nome di battaglia Ramon), che in precedenza era stato uno dei dirigenti principali del gruppo marxista Ejército Revolucionario del Pueblo. L'auto su cui viaggiava Somoza, una Mercedes-Benz Classe S non blindata, venne colpita da un razzo anticarro RPG-7 sparato da Hugo Irurzún (Capitán Santiago); l'ex-dittatore morì sul colpo.

### Matrimonio e famiglia
Anastasio Somoza sposò Salvadora Debayle Sacasa nel 1919, proveniente da una delle famiglie più ricche e potenti del Nicaragua. Ebbero due figli, Luis Somoza Debayle e Anastasio Somoza Debayle, e una figlia, Lillian Somoza de Sevilla Sacasa.